# セントラル・バイイング
セントラル・バイイングとは商学用語の一つ。
多くのチェーン店を持つ企業が商品を仕入れる場合に、本部が個々の店の需要を総括して本部が問屋の一つの顧客としてまとめて仕入れるということ。これを行う事でコストを削減ができたり、各店での品質や品目の統一ができたり、品質管理を行う事が容易となる。野菜や果実などの生鮮品のようにセントラル・バイイングに向いておらず、各店が個別に仕入れた方が良い商品も存在する。